# Kaka (Upper Nile)
Kaka ist eine Stadt im Bundesstaat Upper Nile im Norden des Südsudan, sowie ein Payam.

## Geographie
Der Ort liegt nördlich von Melut am Westufer des Weißen Nils. Von dort sind es nur etwa 15 km bis nach Domat im Westen, an der Grenze zum Sudan. Auf einer Insel im Weißen Nil liegt die Siedlung Rowan und auf dem gegenüberliegenden Ostufer die Siedlung Dok.

## Klima
Hohe Temperaturen und eine Regenzeit von April bis Oktober prägen das tropisch-feuchte Klima. In der Trockenzeit steigen die Temperaturen auf durchschnittlich 36 Grad Celsius am Tag und weit über 20 Grad Celsius in der Nacht. In der Regenzeit liegen die Temperaturen bei 30–33 Grad Celsius tagsüber und 21–23 Grad Celsius nachts. Die Luftfeuchtigkeit liegt dann bei 70–80 %.